# Magyarcsanád
Magyarcsanád è un comune dell'Ungheria di 1.629 abitanti (dati 2001). È situato nella contea di Csongrád-Csanád.